# عزفة (زاوية سيدي قاسم)
عزفة هي إحدى مشيخات المملكة المغربية، تتبع جغرافيا لإقليم تطوان وإداريًا لزاوية سيدي قاسم. يقدر عدد سكانها بـ 672 نسمة حسب الإحصاء الرسمي للسكان والسكنى لسنة 2004.